# Jules Breton
Pour les articles homonymes, voir Breton (homonymie).
Jules Adolphe Aimé Louis Breton, né à Courrières (Pas-de-Calais) le 1er mai 1827 et mort à Paris le 5 juillet 1906, est un peintre et poète français.

## Biographie

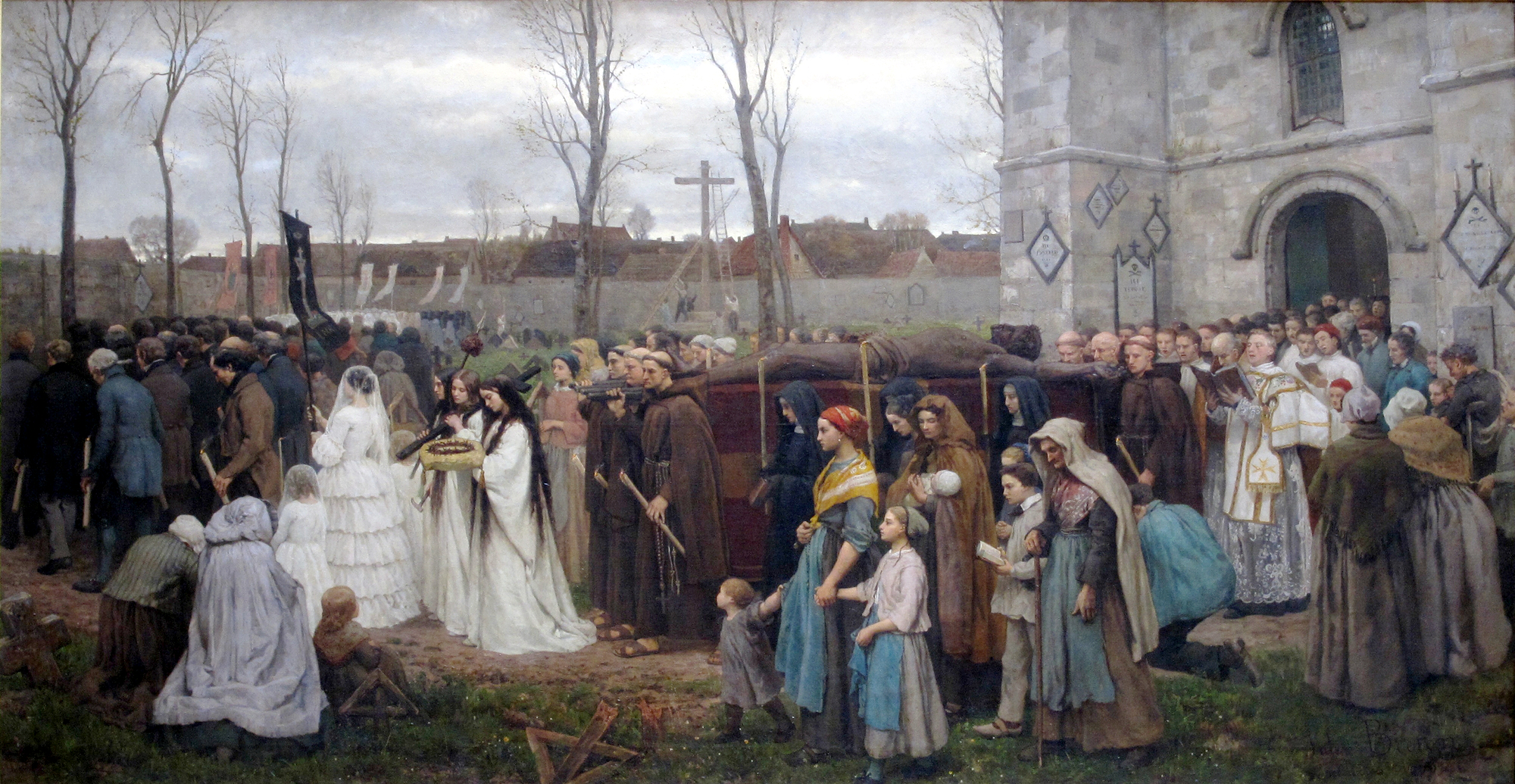
Plantation d'un calvaire (1858), Lille, palais des beaux-arts.

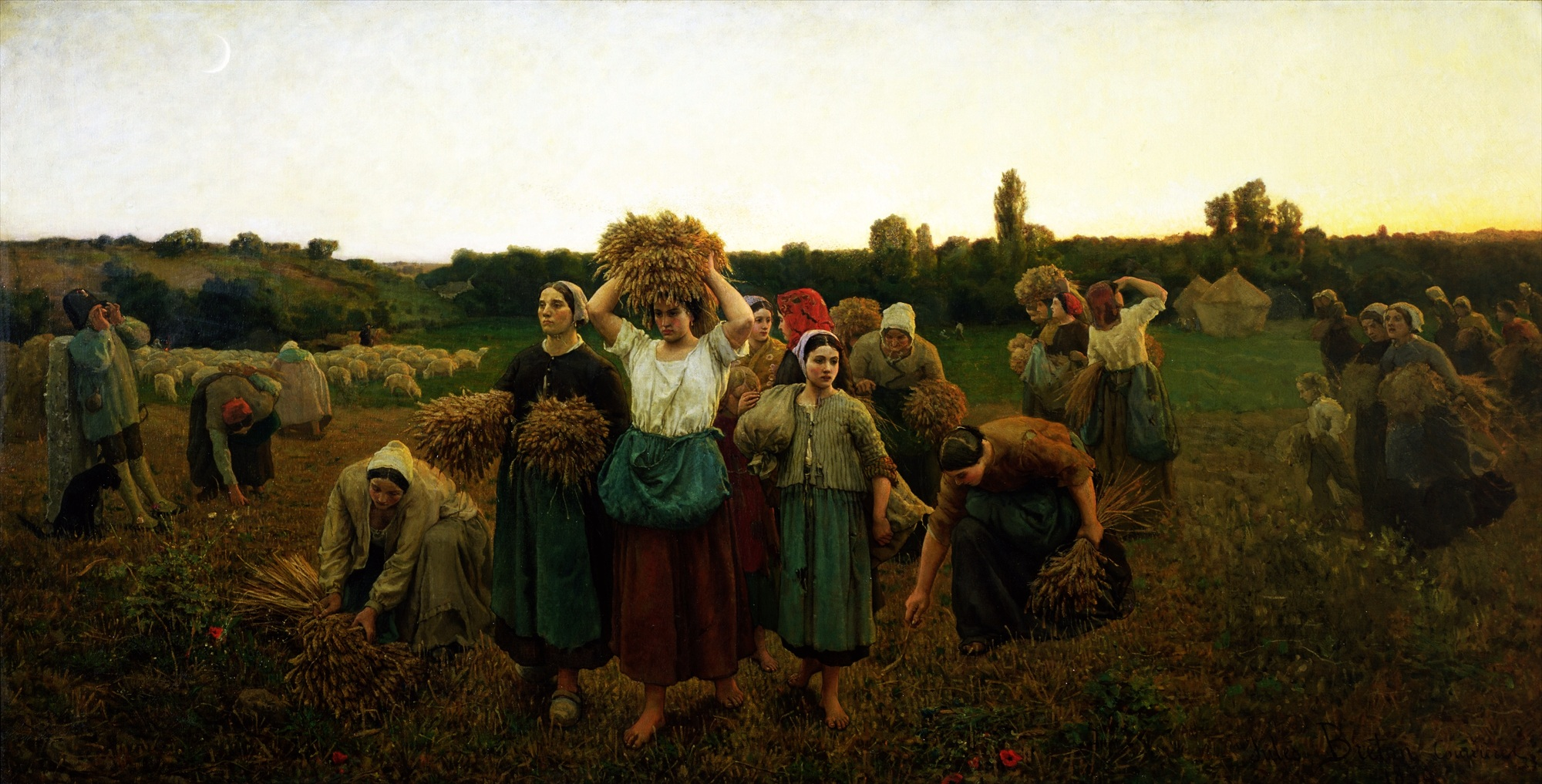
Le Rappel des glaneuses (1859), Paris, musée d'Orsay.

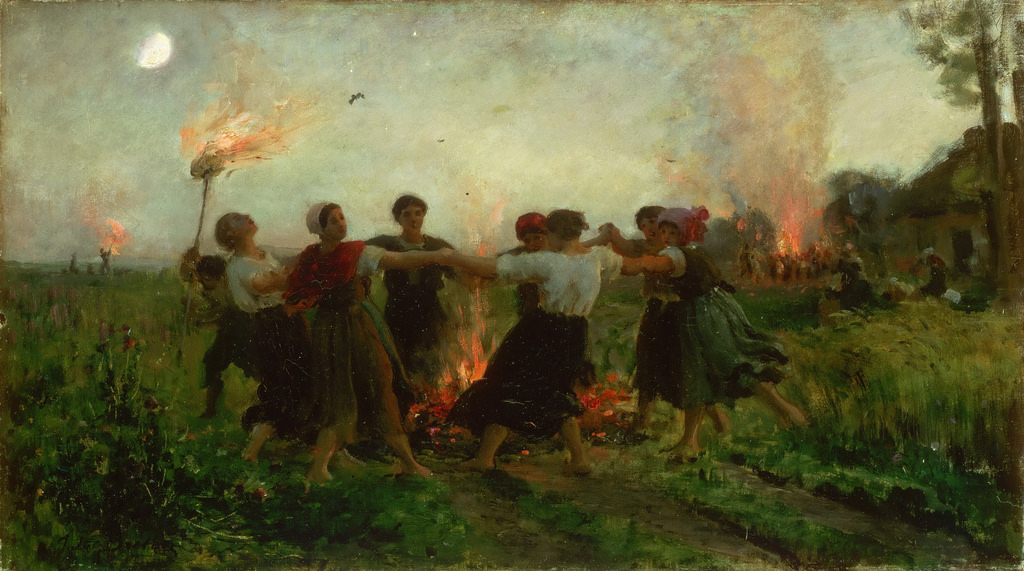
La Fête de Saint-Jean (1875), Philadelphia Museum of Art.

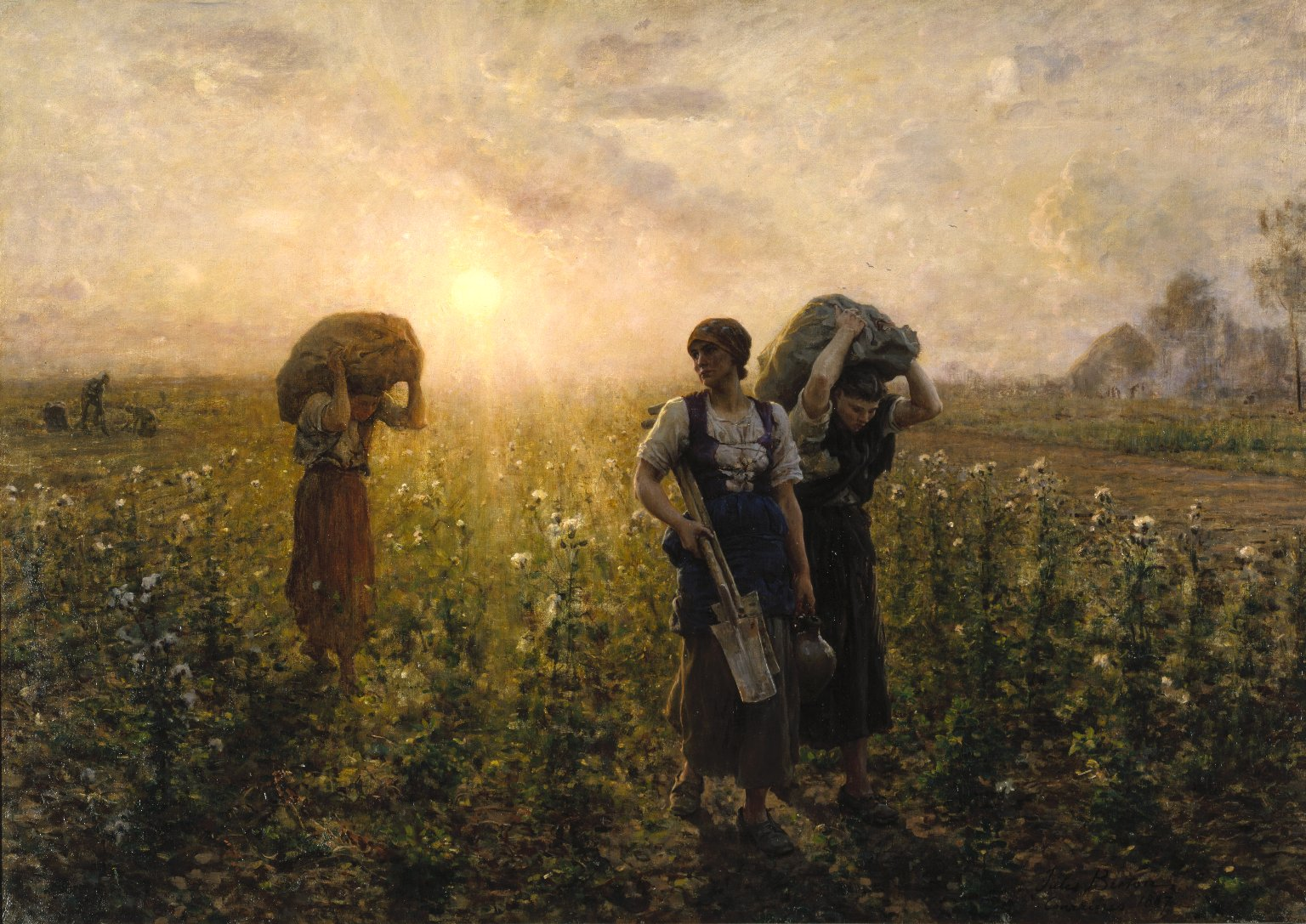
À travers champs (1887), New York, Brooklyn Museum.

Son père, Marie-Louis Breton, est maire de Courrières. Sa mère meurt en 1831. Jules Breton étudie d'abord au collège Saint-Bertin à Saint-Omer où il est pensionnaire, puis au lycée impérial de Douai. Il fait son apprentissage auprès de Félix De Vigne à Gand et de Gustave Wappers à Anvers en Belgique, puis poursuit sa formation à Paris en suivant les cours d’Ingres et d’Horace Vernet.
Son frère cadet Émile Breton (1831-1902) est un peintre paysagiste d'inspiration onirique.
Jules Breton se marie en 1858 avec Élodie De Vigne, la fille de Félix De Vigne. Le couple a un enfant unique, Virginie Demont-Breton (1859-1935), qui suivra les traces de son père en devenant elle-même artiste peintre (École de Wissant). Elle épousera le peintre Adrien Demont. Jules Breton est l'oncle de Jules-Louis Breton (1872-1940), député et sénateur du Cher, socialiste puis républicain-socialiste, ministre en 1916-1917 et 1920-1921, fondateur du Salon des arts ménagers en 1923.
Il découvre Douarnenez en Bretagne en 1865. Il y revient chaque été jusqu'en 1870, puis épisodiquement. Il y puise l'inspiration de grands tableaux exposés au Salon de Paris, comme un Pardon de Kerlaz (1869) ou celui de Kergoat (1890).
En 1896, il est nommé Rosati d'honneur.
Il meurt au 136, rue de Longchamp à Paris le 5 juillet 1906. Il est inhumé à Paris au cimetière du Montparnasse.

## Son œuvre
De formation académique, peintre réaliste puis naturaliste, Jules Breton fut l’un des premiers artistes du monde paysan.
Loin des audaces sociales d’un Gustave Courbet ou du réalisme poétique teinté de pessimisme de Jean-François Millet, son art prend naissance vers 1848, période de forts bouleversements sociaux et politiques. La montée de l'industrialisation provoque un exode des campagnes vers les villes et suscite chez les intellectuels, les artistes, une prise de conscience du peuple dans sa vie ordinaire.
Il est de ceux qui abandonnent l'idée de la beauté venue de l’âge classique, pour une conception où le « vrai » est associé au « laid » pour peindre les hommes et les femmes de son pays natal dans leurs travaux journaliers, recherchant au travers d'un réalisme moralisant à idéaliser ce monde paysan dans sa quotidienneté qu’il affectionnait tant.
Ses premiers tableaux datent de 1849 Misère et désespoir et 1850 La faim, œuvre majeure de ses débuts, offert à la ville d'Arras et détruit en 1915, pendant la Première Guerre mondiale.
Inspiré par les lieux, les gens et l'activité de son Artois natal, il revient régulièrement à Courrières où son oncle lui a aménagé un atelier. Son art répond aux goûts du public et des milieux académiques, ce qui lui vaut le succès, ainsi que l'intérêt de nombreux peintres qui viennent le rencontrer à Courrières, commune surnommée « La Mecque des artistes de la Flandre et de l'Artois ». Il fait également de nombreux séjours à Cucq, sur la côte d'Opale, où il loge près de l'église dans une auberge, rendez-vous des voyageurs et des peintres.
Élu membre de l'Académie des beaux-arts en 1886, il fut très populaire de son temps, consacré officiellement, obtint médailles, décorations et achats de l'État pour le musée du Luxembourg. Il est fait commandeur de la Légion d'honneur le 29 octobre 1889. Il est aujourd'hui très présent aux États-Unis où ses peintures de glaneuses sur fond de crépuscule doré sont très recherchées.

## Poète et écrivain
Il est aussi un écrivain connu en son temps. Il publie plusieurs recueils de poèmes et des ouvrages sur la vie de peintres qu'il connaît (La vie d'un artiste - Art et nature, Alphonse Lemerre, 1890). Il est encouragé par Théophile Gautier, son ami José-Maria de Heredia et par Victor Hugo, Eugène Fromentin et Anatole France. Il est la cible de critiques acerbes de la part de Charles Baudelaire et d'Émile Zola. Vincent van Gogh l’évoque élogieusement dans ses lettres à son frère Théo. Le peintre Paul Chabas (1869-1937) l'immortalise aux côtés des poètes du Parnasse (Leconte de Lisle, José-Maria de Heredia, Paul Bourget, ou Sully-Prudhomme, entre autres) dans une vaste composition — Chez Alphonse Lemerre à Ville-d'Avray — peinte en 1895 et commandée par l'éditeur parisien.

## L'admiration de Vincent van Gogh pour Jules Breton
Jules Breton était admiré par Vincent van Gogh, qui le cite à plusieurs reprises dans sa correspondance. Dans une lettre du 7 septembre 1880 à son frère Théo, il décrit le long et pénible voyage à Courrières entrepris dans l’espoir de rencontrer le maître de Courrières : « Toutefois, j'ai vu Courrières, et le dehors de l'atelier de monsieur Jules Breton. Le dehors de cet atelier m'a un peu désappointé, vu que c'est un atelier tout neuf et nouvellement construit en briques, d'une régularité méthodiste, d'un aspect inhospitalier et glaçant et agaçant […] Car je n'osais pas me présenter pour entrer. J'ai cherché à Courrières ailleurs quelque trace de Jules Breton, ou de quelque autre artiste ; tout ce que j'ai découvert, c'est son portrait chez un photographe […] ». Cette virée à Courrières marque le début de la carrière artistique de van Gogh.

## Œuvres
Un Catalogue des tableaux, pastels et dessins composant son atelier, établi par Jules Breton lui-même, a été publié en 1911 par Georges Petit.

### Œuvres dans les collections publiques
- L'Arc-en-ciel à Courrières, 1855, huile sur toile, 24 × 33 cm, Petit Palais, Paris[10]
- La Bénédiction des blés en Artois, 1857, huile sur toile, musée des Beaux-Arts d'Arras.
- Plantation d'un calvaire, 1858, huile sur toile, 135 × 250 cm, Palais des Beaux-Arts de Lille[11]
- Le Rappel des glaneuses, 1859, huile sur toile, 90 × 176 cm, Paris, musée d'Orsay[12]
- Le Soir, huile sur toile, 1860, Paris, musée d'Orsay.
- Les Sarcleuses, 1860, New York, Metropolitan Museum of Art.
- Le Repos, 1864, musée des Beaux-Arts d' Arras.
- Le Bedeau de Kerlaz, 1868, huile sur toile, musée des Beaux-Arts de Quimper.
- Le Retour des champs, 1871, Baltimore, Walters Art Museum.
- La Fête de Saint Jean, 1875, Philadelphia Museum of Art.
- Une fille de pêcheur ou Raccommodeuse de filet, 1876, huile sur toile. Volée en 1918 au musée de la Chartreuse de Douai et rendue en 2011[13].
- La Glaneuse, 1877, huile sur toile, musée des Beaux-Arts d'Arras.
- La Glaneuse lasse, 1880, Cleveland Museum of Art.
- Le Chant de l'alouette, 1884, Art Institute of Chicago.
- Jeunes filles se rendant a la procession, 1890, Utica, Munson-Williams-Proctor Arts Institute.
- Le Pardon de Kergoat, 1891, huile sur toile, musée des Beaux-Arts de Quimper.
- À la Fontaine, 1892, huile sur toile, musée des Beaux-Arts de Quimper[14].
- Madame Dorchain, 1897, huile sur toile, musée de Cambrai[15].
- Femme assise dans un pré, huile sur bois, 35 × 29,2 cm, musée d'Évreux.
- Paysage maritime, huile sur toile, esquisse, 24 × 32 cm, musée d'Évreux.

### Œuvres dans les collections particulières
- La Falaise, 1874, huile sur toile, Collection Eric Weider.

### Galerie

Œuvres de Jules Breton
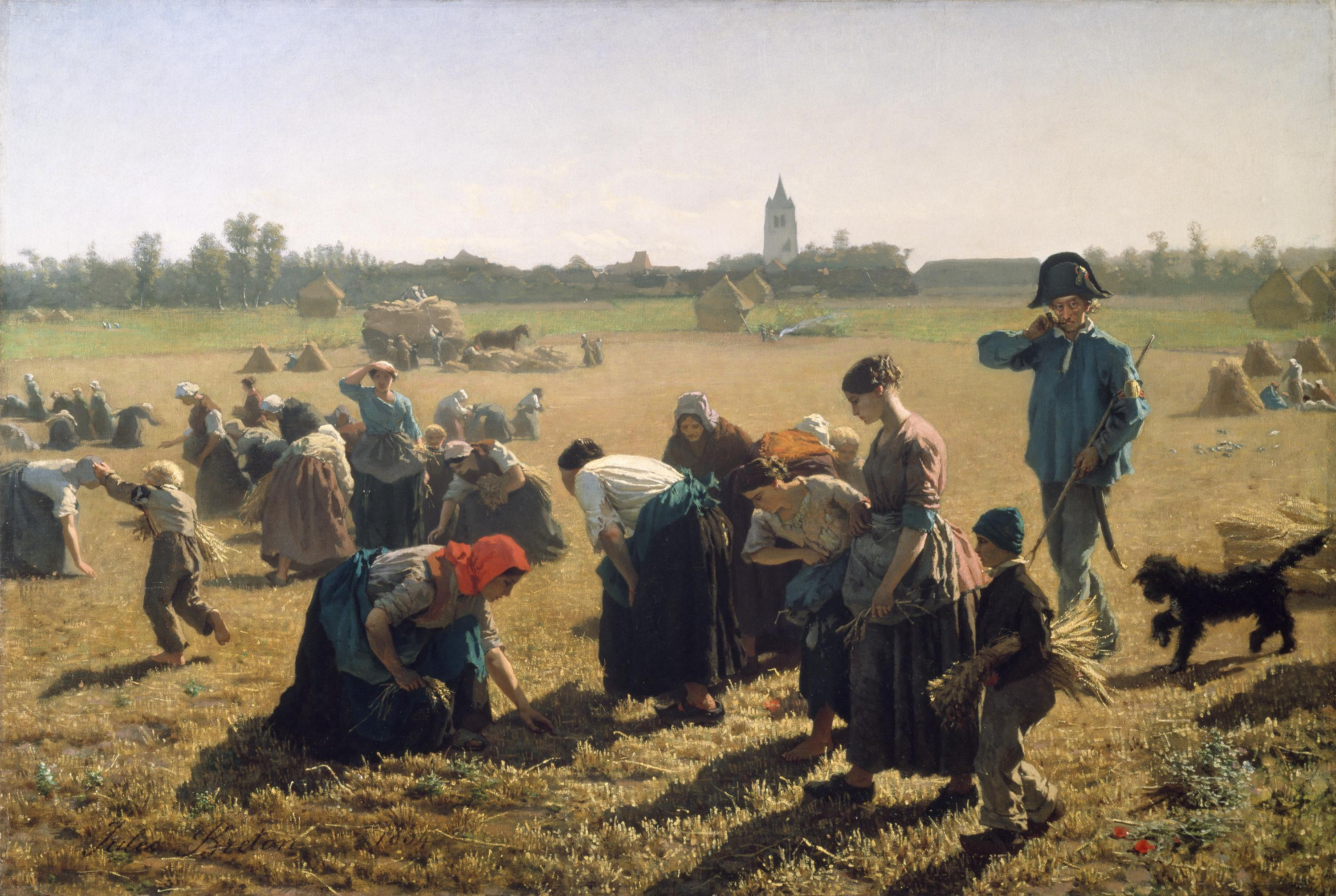
Les Glaneuses (1854), Dublin, Galerie nationale d'Irlande.
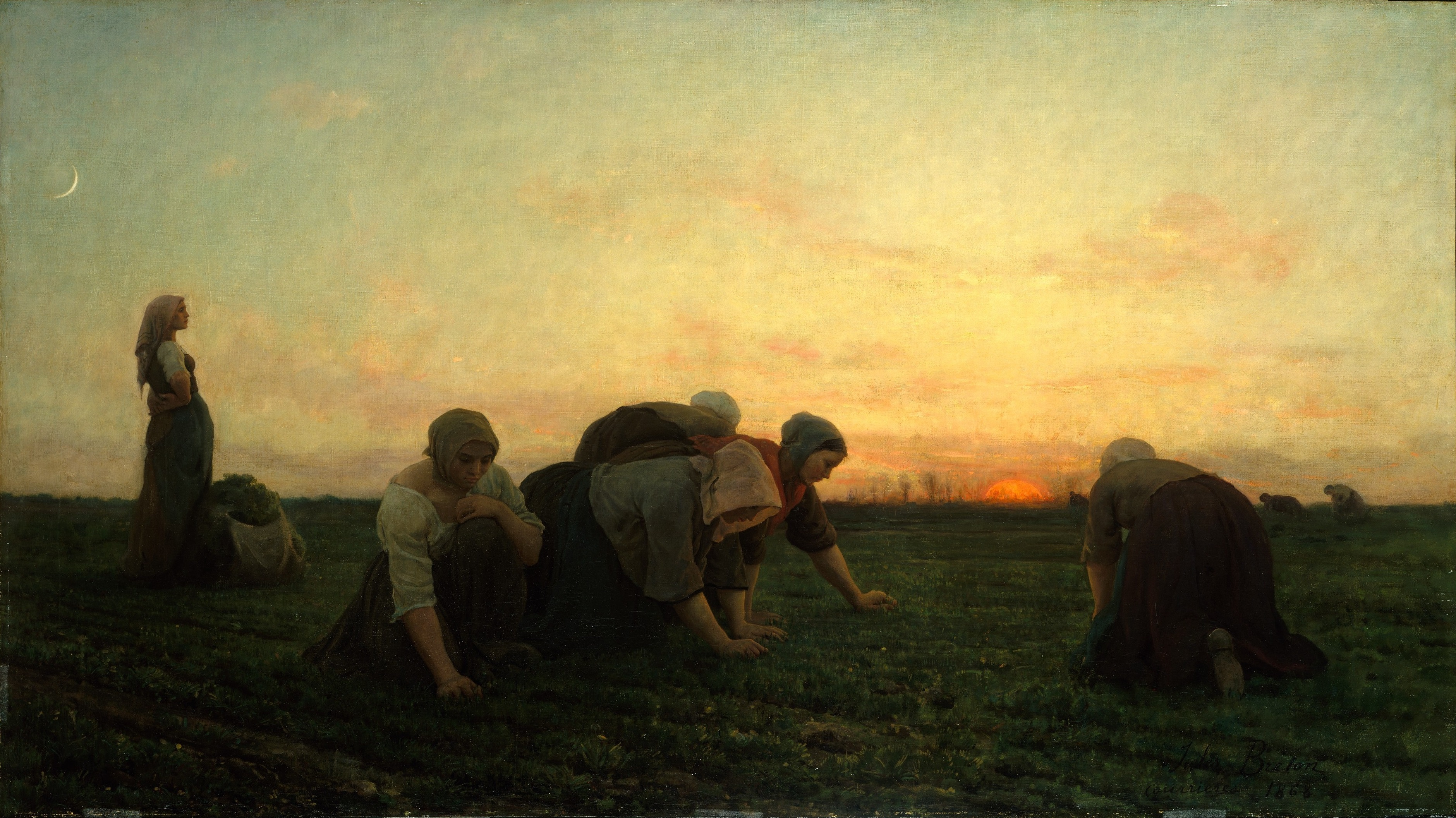
Les Sarcleuses (1860), New York, Metropolitan Museum of Art.
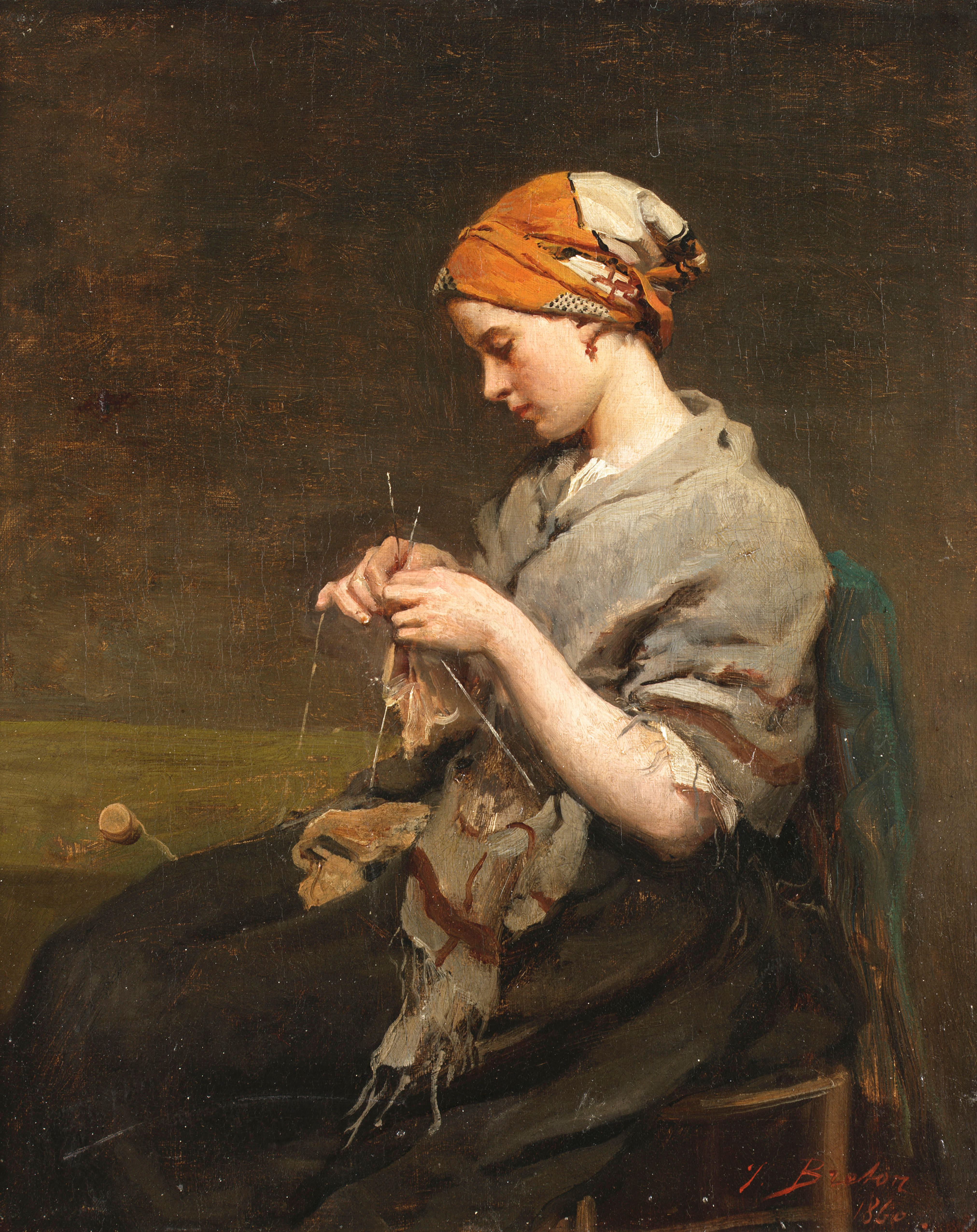
Jeune fille tricotant' (1860), localisation inconnue.
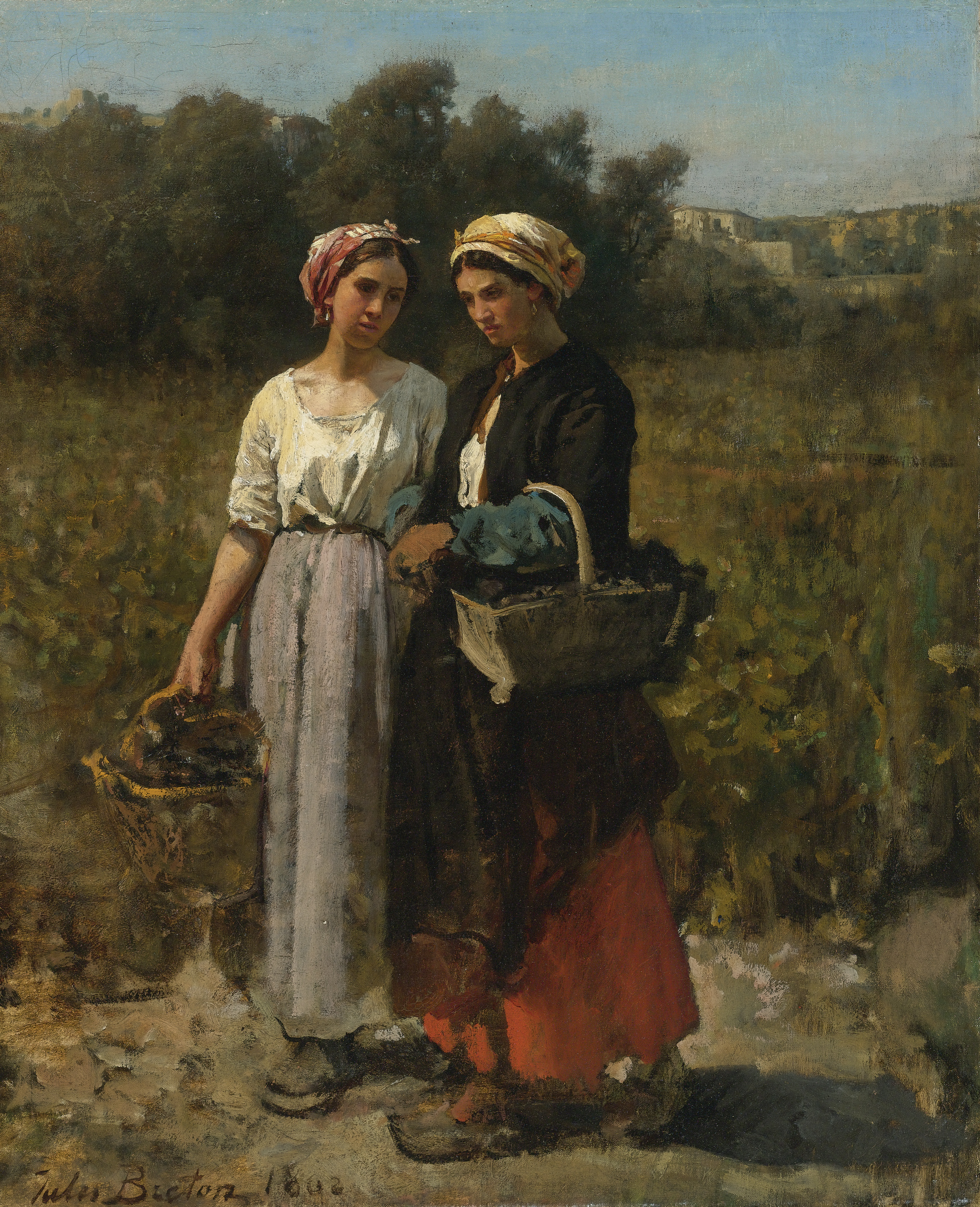
Étude de deux vendangeuses (vers 1862), localisation inconnue.
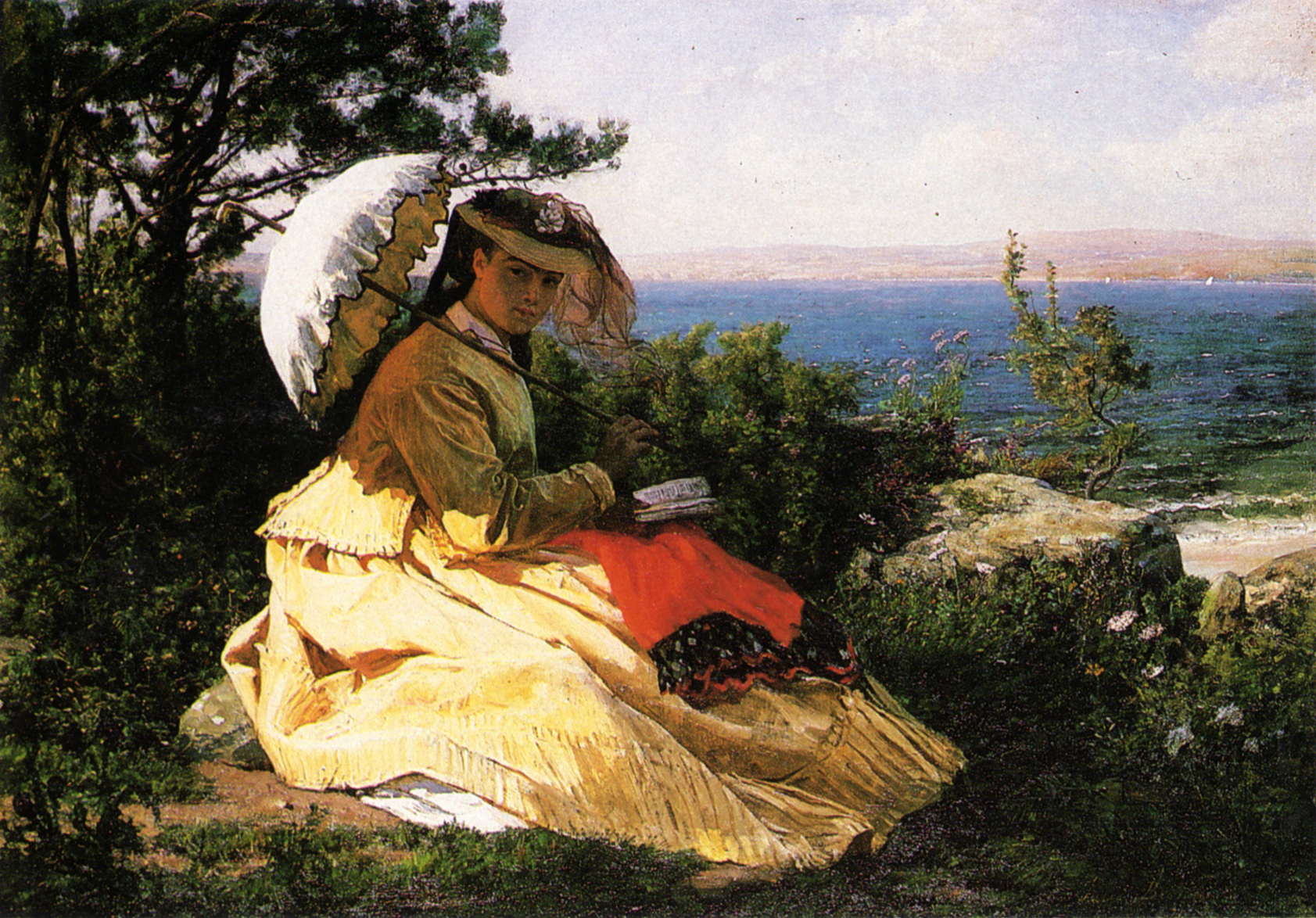
Femme à l'ombrelle (Élodie de Vigne) (1871), localisation inconnue.
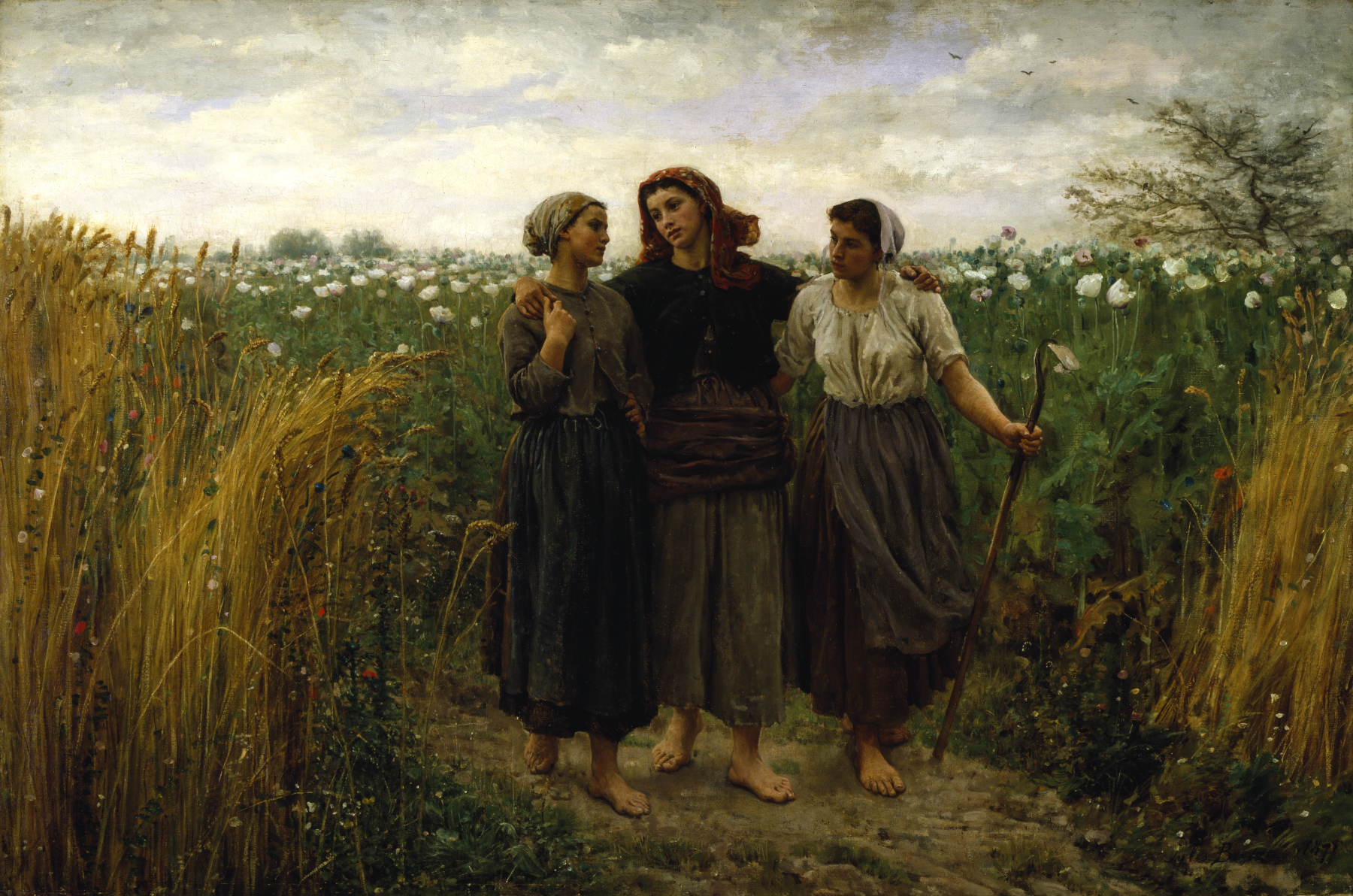
Le Retour des champs (1871), Baltimore, Walters Art Museum.
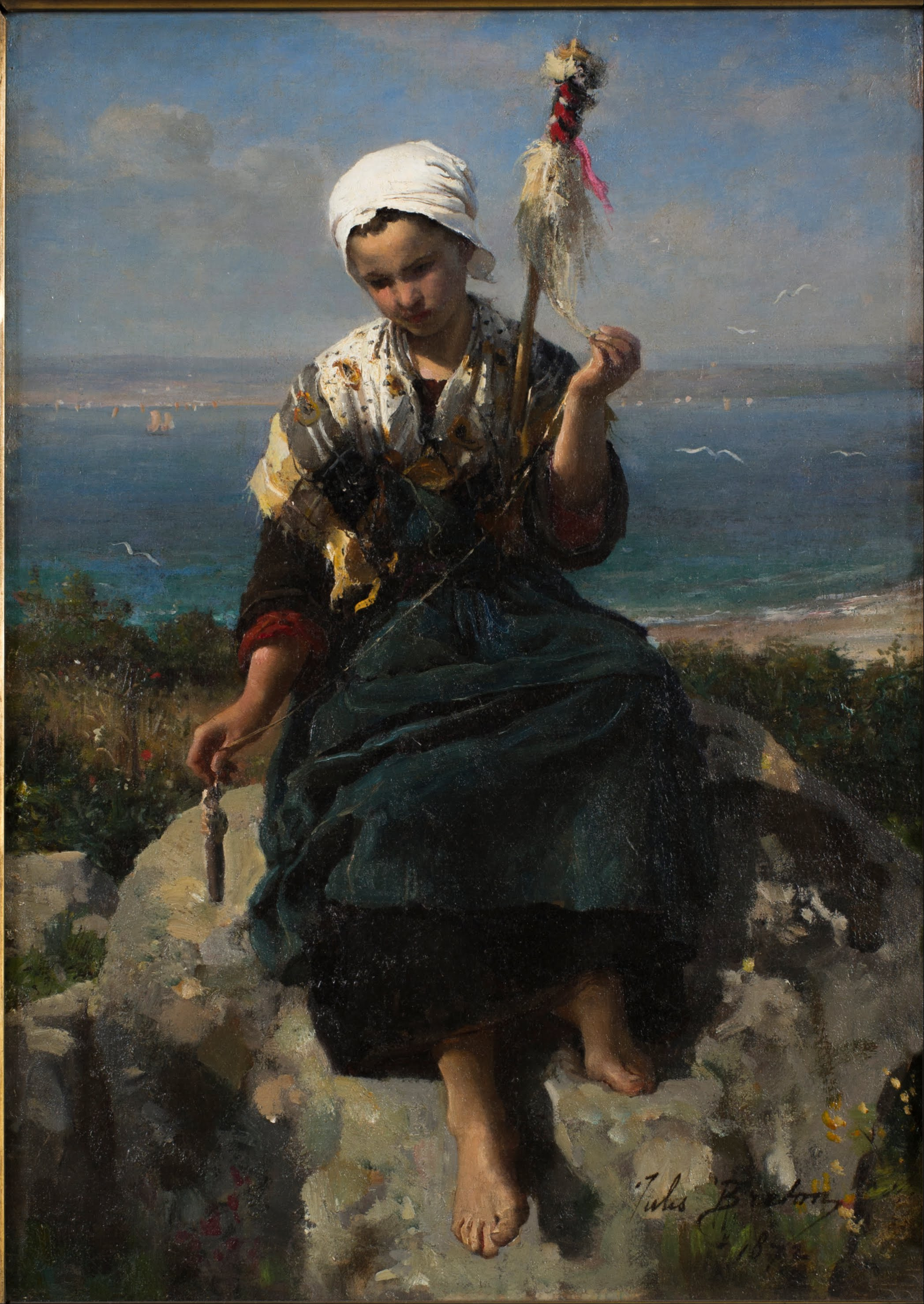
Fileuse (1872), Tulsa, Philbrook Museum of Art.
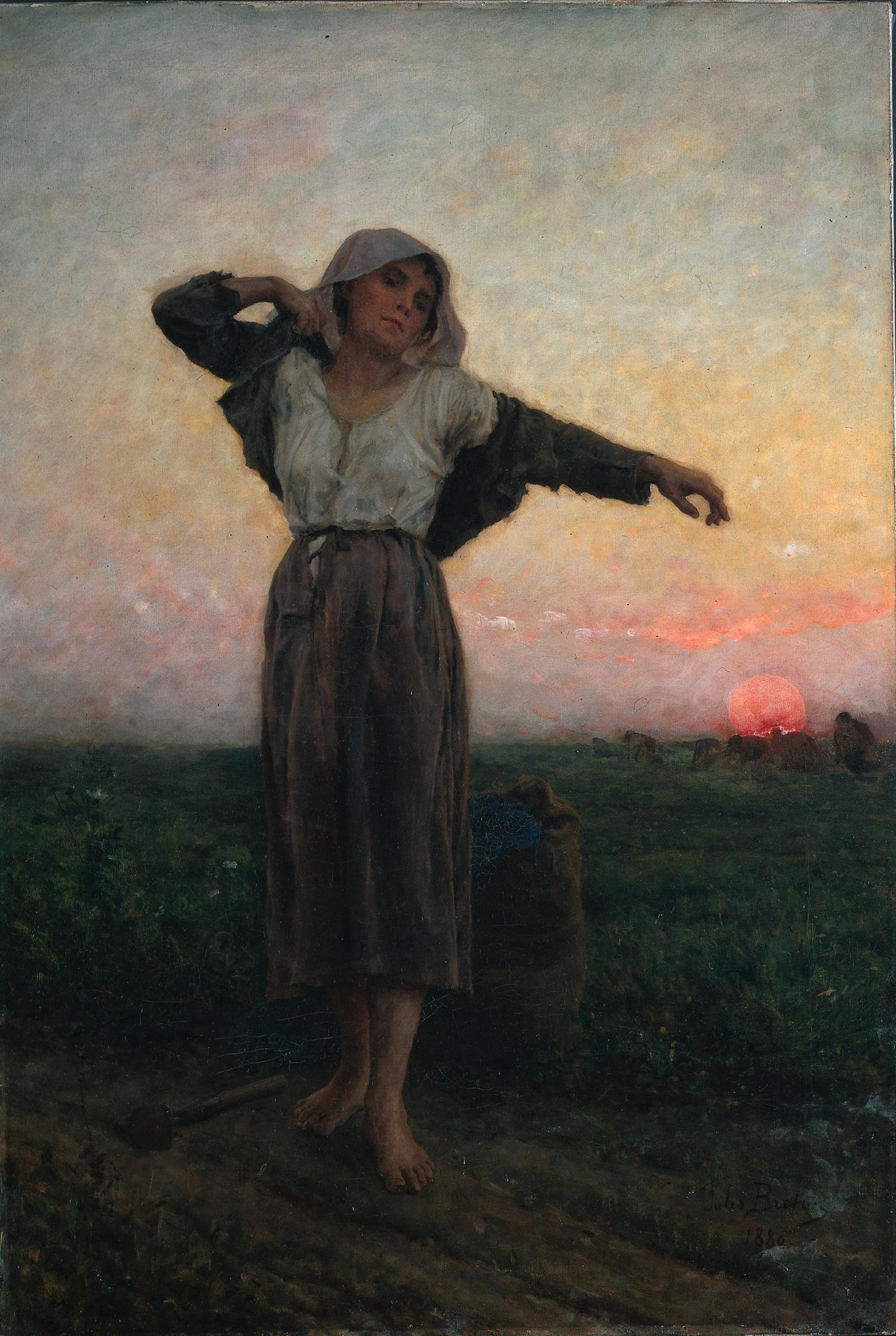
La Glaneuse lasse (1880), Cleveland Museum of Art.
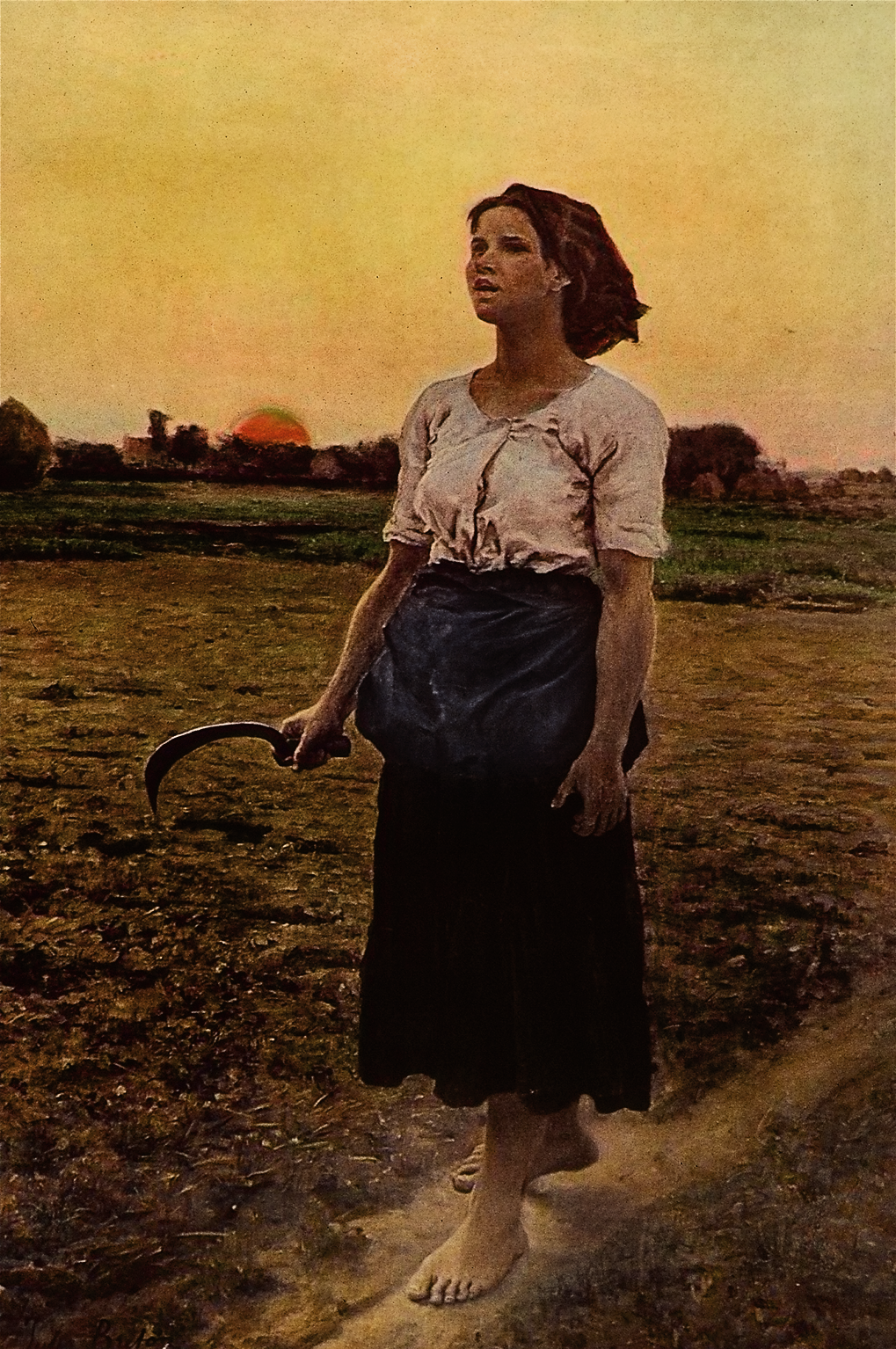
Le Chant de l'alouette (1884), Art Institute of Chicago.
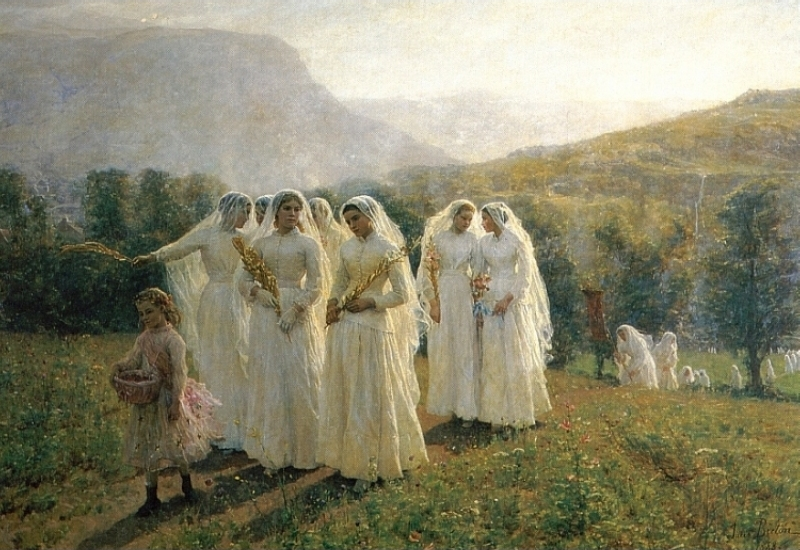
Jeunes filles se rendant à la procession (1890), Utica, Munson-Williams-Proctor Arts Institute.
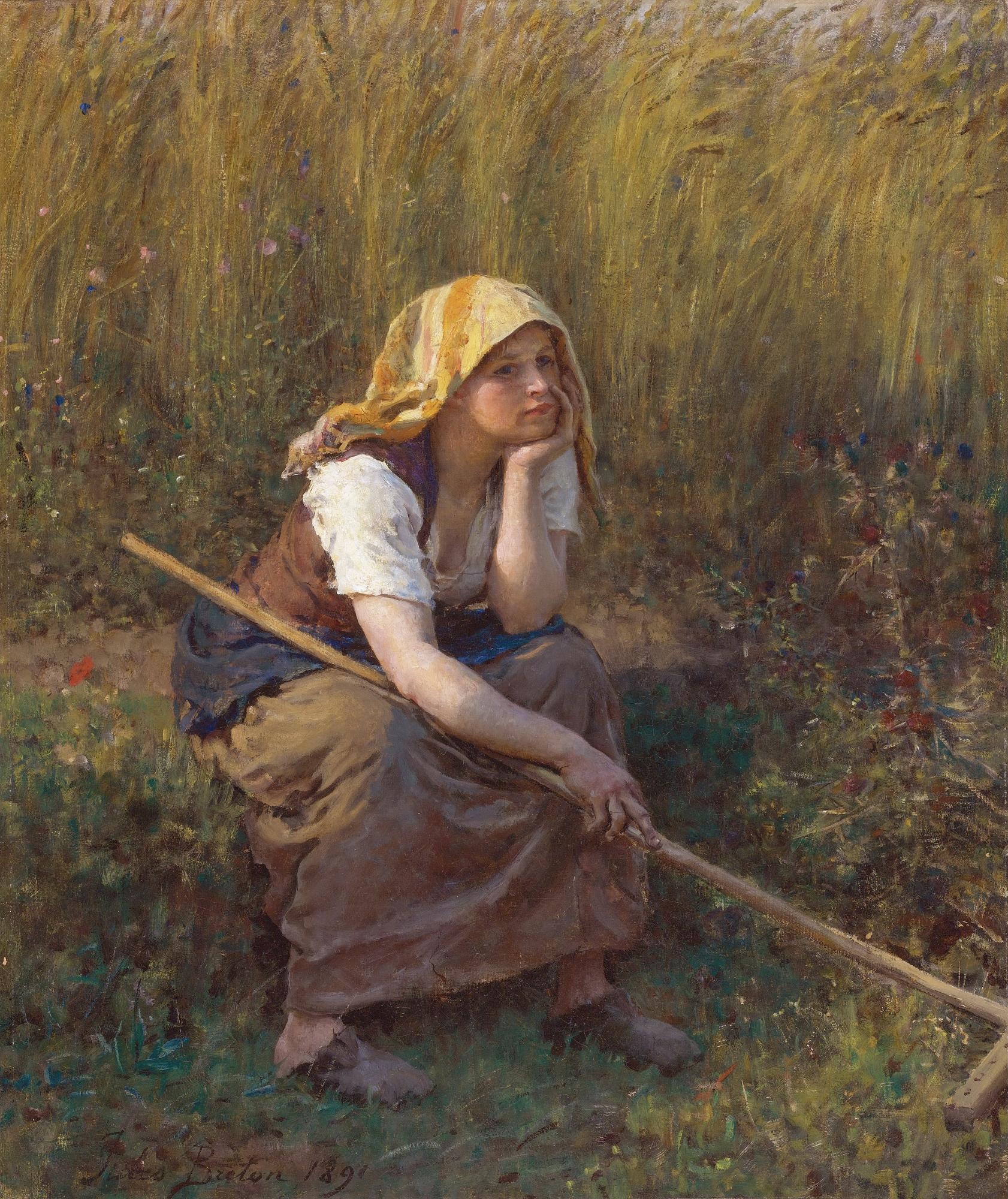
Été (1891), localisation inconnue.
Le Pardon de Kergoat (1891), musée des Beaux-Arts de Quimper.
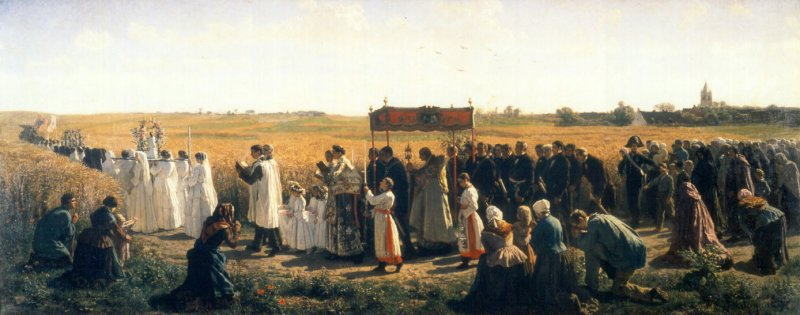
La Bénédiction des blés en Artois (1857), Musée des Beaux-Arts d'Arras.
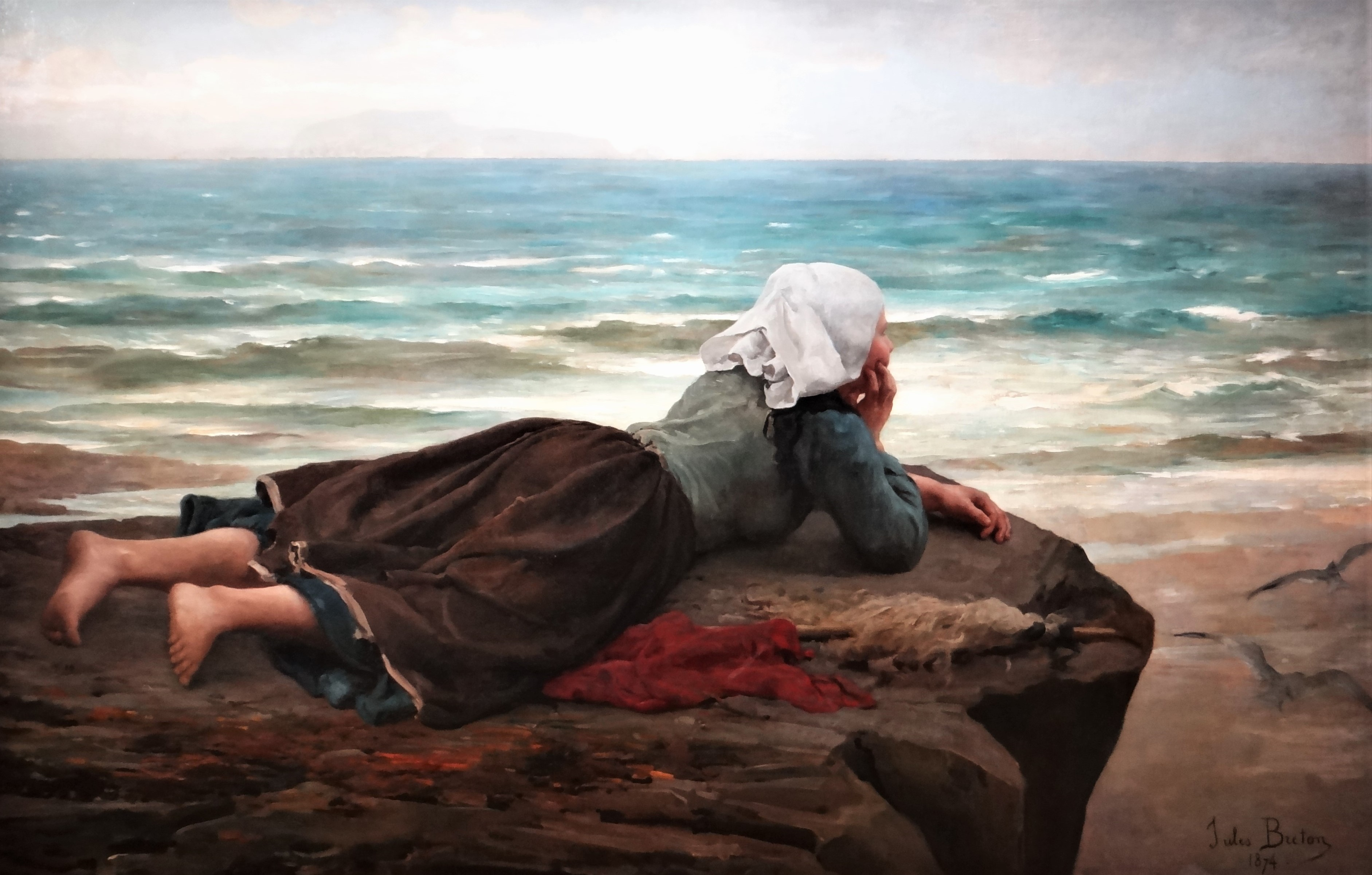
La Falaise (1874), Collection Eric Weider

### Publications
- Les Champs et la mer, poèmes, 1875.
- Jeanne, poème, 1880.
- Œuvres poétiques de Jules Breton (1867-1886), 1887 ([lire en ligne] [PDF]).
- La Vie d'un artiste. Art et nature, 1890.
- Un peintre paysan. Souvenirs et impressions : Aube et crépuscule. Paysages et campagnards. Art et artistes. De la suprématie de l'école française, 1895.
- Savarette, 1898.
- L'Art et les artistes. Nos peintres du siècle, 1899.
- Delphine Bernard, la femme et l'artiste, 1902.
- La Peinture : les lois essentielles, les moyens et le but, le beau et la divine comédie des arts entre eux. L'Odyssée de la muse, conte historique, 1904.

## Élèves
- Pierre Billet
- Émile Breton
- Adrien Demont
- Virginie Demont-Breton
- Pharaon de Winter
- César Pattein

## Hommages
Depuis 1912, une voie du 13e arrondissement de Paris porte son nom, la rue Jules-Breton.
Plusieurs villes de Bretagne ont donné son nom à une rue, notamment Douarnenez, Quéménéven et Quimper.

## Distinctions
- Commandeur de la Légion d'honneur en 1889 ;
- Officier de l'ordre de Léopold en 1888 (Belgique).